# Aktor (UML)

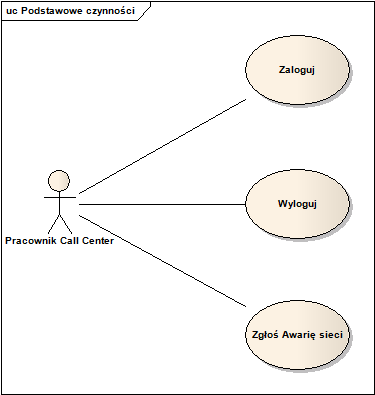
Diagram przypadków użycia z jednym aktorem oraz trzema przypadkami użycia.

Aktor – w języku UML "oznacza użytkownika lub zewnętrzny system, z którymi modelowany system wchodzi w interakcje".
Jest to taki obiekt, który prowadzi interakcję z systemem jednak sam do niego nie należy. Przykładem aktora może być „klient” wchodzący do systemu „Sklep” i prowadzący z tym systemem pewną interakcję, np. „kup”, „zapłać”, itp.
Aktor może reprezentować role odgrywane przez pracowników, komputery, systemy czy inne podmioty. Reprezentuje bardziej rolę, którą ktoś mógłby zagrać, niż konkretną osobę czy rzecz.
Specyfikacja języka UML 2.x nie zezwala na związki pomiędzy aktorami.